# Saulxures-lès-Vannes
Saulxures-lès-Vannes é uma comuna francesa na região administrativa de Grande Leste, no departamento de Meurthe-et-Moselle. Estende-se por uma área de 18,04 km². Em 2010 a comuna tinha 375 habitantes (densidade: 20,8 hab./km²).